# كريستين بلازي فورد
كريستين بلازي فورد (بالإنجليزية: Christine Blasey Ford)‏ (وُلِدت في تشرين الثاني عام 1966) هي أُستاذة أمريكية في علم النفس في جامعة بالو ألتو وأخصائية نفس باحثة في كلية الطب في جامعة ستانفورد. اختصاصها تصميم النماذج الإحصائية من أجل المشاريع البحثية. خلال مهنتها الجامعية، عملت فورد كأستاذة في برنامج علم النفس السريري التعاوني التابع لكلية الطب في جامعة ستانفورد.
في أيلول 2018، ادعت فورد علناً أن مرشح المحكمة العليا الأمريكية «بريت كافانو» اعتدى عليها جنسيا في بيثيسدا، ماريلاند عندما كانوا مراهقين في صيف 1982.
أدلت بشهادتها حول مزاعمها خلال جلسة استماع اللجنة القضائية بمجلس الشيوخ بشأن ترشيح كافانو للمحكمة العليا في وقت لاحق من ذلك الشهر.

## حياتها المبكرة والتعليم
ترعرعت فورد في ضواحي العاصمة واشنطن، والداها هما باولا.ك ورالف.ج بلازي الصغير وهما عضوان في الحزب الجمهوري، ولديها أخوان هما توم ورالف الثالث.
من عام 1978 وحتى عام 1984 ارتادت فورد مدرسة هولتن ارمز، وهي مدرسة تحضيرية خاصة للبنات في بيثيسدا، ماريلاند.
و عندما كانت بفريقها الخاص الإقليمي للغوص رافقت الغواص غريغ لوغانيس في رحلة إلى البيت الأبيض لمناقشة مقاطعة الألعاب الأولمبية الصيفية لعام 1980.
نالت درجة البكالوريس في علم النفس التجريبي في عام 1988 من جامعة نورث كارولينا في تشابل هيل. ونالت درجة الماجستير في علم النفس السريري من جامعة ببردين في عام 1991.
في عام 1996 نالت درجة الدكتوراه في علم النفس التربوي من جامعة ساوثرن كاليفورنيا. اطروحتها في عام 1995 كانت بعنوان «قياس استجابة الأطفال الصغار في التكيف مع النزاعات الشخصية». في عام 2009 نالت درجة الماجستير في علم الأوبئة مع التركيز على مادة الإحصاء الحيوي من كلية الطب في جامعة ستانفورد.

## المهنة
عملت فورد في القطاع الأكاديمي والخاص كأخصائية في الإحصاء البيولوجي وباحثة في علم النفس بكلية ستانفورد. منذ عام 1998 عملت كأخصائية في الإحصاء البيولوجي وباحثة في علم النفس في قسم الطب النفسي بكلية ستانفورد. منذ عام 2011 كانت أستاذة علم النفس في اتحاد ستانفورد PGSP لعلم النفس السريري وهو برنامج تعاوني بين جامعة بالو ألتو وستانفورد. تُدَرّس فورد مواداً من ضمنها مادة القياس النفسي، منهجيات الدراسة، التجارب السريرية، والإحصاء لطلاب الدكتوراه وتعمل ضمن لجان مناقشة الأطروحات. وقامت أيضاً بأعمال استشارية لشركات الأدوية المتعددة.
و عملت سابقاً مديرة الإحصاء الحيوي في شركة الأدوية Corcept Therapeutics وكمستشارة أخصائية حيوية لشركات Titan Phamaceuticals, و Brain Resource.
و تعاونت مع إدارة الأغذية والأدوية FDA بما في ذلك مناقشات roundtable الرائدة في الاجتماعات السنوية لرابطة صناعة الأغذية والأدوية الأمريكية FDA التي تركز على التحليلات الإحصائية في تفاعلات صناعة FDA. ونالت فورد شهرة كبيرة في مجالها هذا.
«تخصص فورد هو تصميم النماذج الإحصائية للمشاريع البحثية للتأكد من وصولها إلى استنتاجات دقيقة» هكذا لخصت عملها زميلتها هيلينا شمورا كريمي وهي أستاذة فخرية في جامعة ستانفورد في مجال الإحصاء الحيوي وشاركت في تأليف كتاب ومقالات عديدة مع فورد.
كتبت فورد أو شاركت بكتابة العديد من الكتب حول الموضوعات النفسية من ضمنها الإكتئاب. شملت المقالات المنشورة في المجلة الأكاديمية موضوعات مثل إساءة تعامل الأطفال وهجمات الحادي عشر من أيلول. في عام 2011 شاركت في تأليف كتاب بعنوان «كم هو عدد الموضوعات؟ تحليل القوة الإحصائية في البحث» ونُشِرت أبحاثها عن التأثير الاجتماعي في إخفاء التوجه الجنسي للفرد في عام 2016 في مجلة Behavior Therapy وتمت مراجعتها من قبل أخصائي علم النفس ويليام جيبسون من الجمعية الأمريكية للأمراض النفسية الذين وجدوا أن بحثهم هذا 'يوضح أن مشاكل الهوية الشخصية لها علاقة بنتائج سلامة الصحة العقلية بطرق يفتقدها الكثير من العمل السابق، ومنذ قدمت فورد بمزاعم الاعتداء الجنسي على كافانو لم تتمكن من اسئناف التدريس في جامعة بالو ألتو.

## الإعتراف
قامت THE WING وهي شبكة عمل مشتركة ونادٍ للنساء بتسمية قاعة مؤتمرات في مقرها في سان فرانسيسكو باسم فورد. في تشرين الثاني 2018، بدأت منصة GoFundMe التي أسستها أستاذة القانون بجامعة جورج تاون «هايدي فيلدمان» بجمع مبلغ 30000 دولار من أجل منح منحة دراسية أو منحة دكتوراه باسم فورد.
في نفس هذه السنة، أضافت مجلة Time فورد على قائمتها القصيرة ل«شخصية السنة». في 11 كانون الأول 2018، قدمت فورد من مجلة Sports Illustrated للمحامية والرياضية السابقة «رايتشل دينهولاندر» جائزة «الهام السنة». بالإضافة إلى ذلك، تم ترشيح فورد لجائزة نورث كارولينا في تشاب هيل Distinguished Alumna عن «قول الحقيقة إلى السلطة» عندما أعلنت عن مزاعمها بالاعتداء الجنسي من قِبل كافانو.

## إدعاء الاعتداء الجنسي من قِبَل كافانو

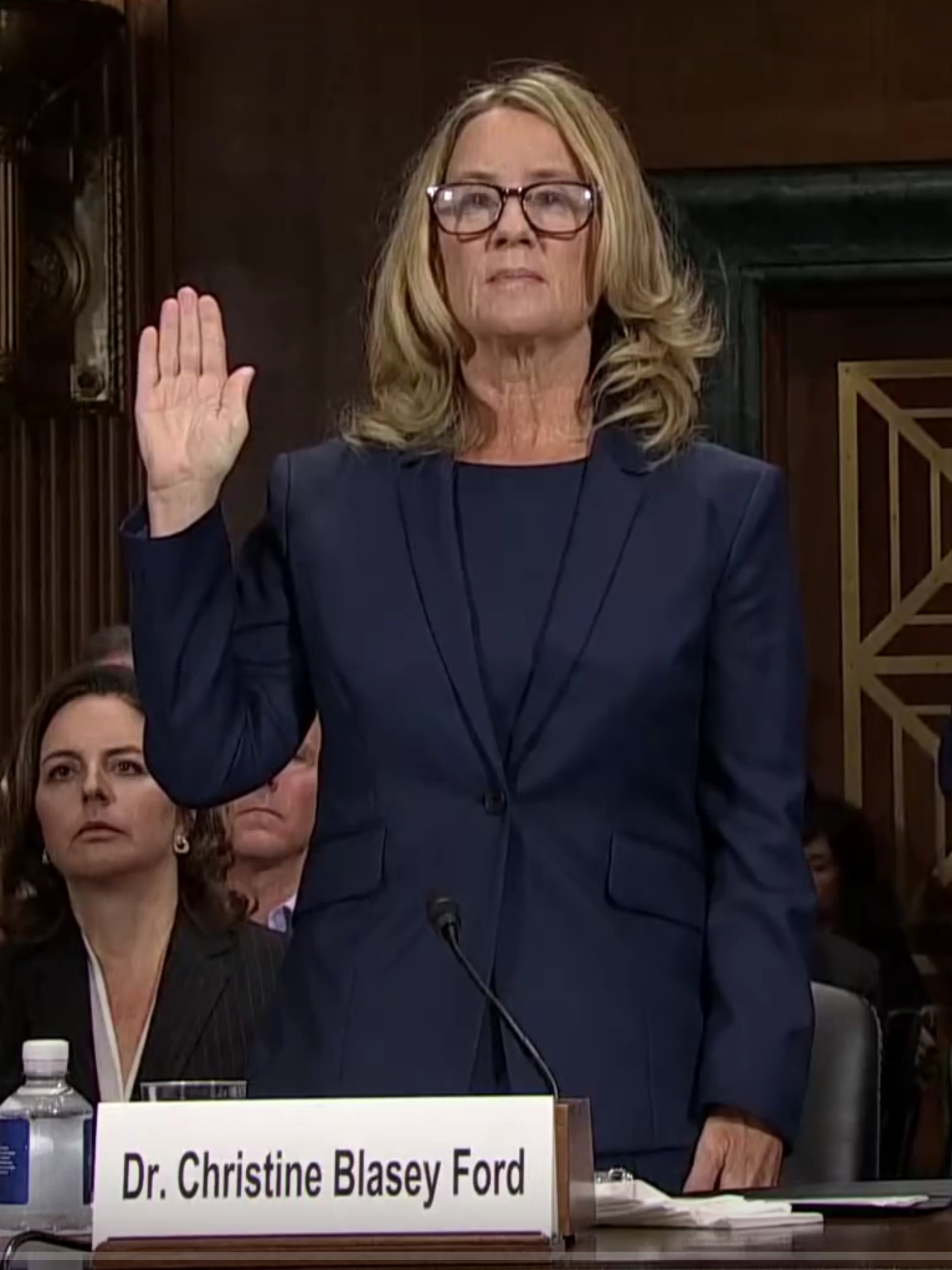
فورد تؤدي القسم

في أوائل تموز 2018 تم الإعلان عن إدراج القاضي بريت كافانو ضمن قائمة المرشحين القصيرة الخاصة بدونالد ترامب ليصبحوا من القضاة المشاركين في المحكمة الأمريكية العليا. اتصلت فورد بكل من واشنطن بوست وزميلتها عضوة الكونغرس آنا إشو. بتاريخ 20 تموز، بعد إحدى عشر يوما من ترشيح ترامب لكافانو، التقت آنا إشو بفورد واقتنعت بمصداقية قصتها وقد بدت فورد مذعورة من كشف هويتها كمتهمة علناً.
قررت إشو وفورد رفع المشكلة لإحدى عضوات مجلس الشيوخ دايانا فاينشتاين، وهي إحدى زميلات فورد في مجلس الشيوخ في كاليفورنيا وإحدى الأعضاء الديمقراطيين في تصنيف اللجنة القضائية بمجلس الشيوخ والتي من شأنها دراسة قرار ترشيح كافانو. في خطاب وصل إلى فاينشتاين بتاريخ 30تموز 2018 أدعت فيه فورد أن كافانو اعتدى عليها جنسيا عندما كانا في المدرسة الثانوية في بيثيسدا، ماريلاند وصرَّحت بأنها تتوقع ان تظل قصتها هذه سرية. في آب أجرت فورد اختبار كشف الكذب بجهاز (بولي غراف) بإشراف عميل سابق لمكتب التحقيقات الفيدرالي FBI والذي خلَّص إلى أن فورد كانت صادقة في إثبات صحة مزاعمها.
و حرصا من فاينشتاين على إبقاء قصة فورد سرية، لم تطرح هذه القضية في إجراءات ترشيح كافانو الأولية. في 12 من ايلول، أعلن موقع Intercept (بدون ذكر أسم فورد) أن فاينشتاين كانت تحجب وثيقة متعلقة بكافانو عن زملائها الديمقراطيين في اللجنة. وفي 13 من أيلول أحالت فاينشتاين خطاب فورد إلى مكتب التحقيقات الفيدرالي FBI والذي بدوره حجب أيضاً اسم فورد وأحال الخطاب إلى البيت الأبيض لإعادة النظر بماضي المرشح كافانو وبالمقابل أرسل البيت الأبيض الخطاب إلى كامل أعضاء اللجنة القضائية في مجلس الشيوخ.
في 16 من أيلول بعد أن ذكرت وسائل الإعلام مزاعم مجهولة المصدر عن قصة كافانو بدأ المراسلون الصحفيون بتعقب هوية صاحبة المزاعم وتم الإعلان عنها ودخلت فورد في صراع نفسي بين جعل هويتها معروفة وبين التأثير السلبي المحتمل الذي من الممكن أن يؤثر عليها، لكنها في النهاية تحدثت لواشنطن بوست وصرَّحت بزعمها أن كافانو اعتدى عليها جنسيا في صيف 1982 عندما كانت هي في 15 من عمرها وهو في 17 من عمره.
وقالت أنه بينما كان صديقه مارك جادج يشاهد كافانو مخمورا أمسك بها وثبتها على السرير وضربها وغطى فمها عندما كانت تحاول الصراخ وحاول نزع ملابسها.
و بينما كانت تجد صعوبة في التنفس ظنَّت عن طريق الخطأ أن كافانو كان سيقتلها وأنها حاولت الفرار لكن جادج قفز على السرير وأطاح بها. قدمت فورد إلى واشنطن بوست نتائج اختبار كشف الكذب الذي خضعت له والملاحظات التي سجلها أخصائيان اثنان قاما باختبارها والتي كُتِبَت في 2012.
ملاحظات الاخصائيان لم تتضمن أسم كافانو لكنها سجلت مزعم فورد بالاعتداء عليها من قبل أربعة طلاب «من مدرسة بنين نخبة» والذين تابعوا حياتهم وسيصبحون الآن أعضاء محترمين وذوو شأن رفيع في المجتمع في واشنطن. وملاحظات الأخصائيان أيضاً أفادت بوجود 4 صبيان مشاركين في الاعتداء ولكن اعترفت فورد أن هذا خطأ من قبل الأخصائيان حيث صرحت بوجود 4 صبيان في الحفلة لكن اثنان منهما فقط متورطان بالحادثة. وأشار زوجها إلى أنها استخدمت الأسم الأخير لكافانو في وصفها للحادث في 2012.
في جلسة علاج فردية في عام 2013، وصفت فورد «محاولة اغتصاب» في أواخر سن المراهقة لكن كافانو أنكر مزاعمها. مَثَّل المحامون المحترفون ديبرا كاتزا وليزا بلانكس ومايكل بروموديتش فورد في إجراءات التصريح العلني عن قصتها حول كافانو. المستشارة الديمقراطية ريكي سيدمان، التي ساعدت في إعداد أنيتا هيل لشهادتها ضد كلارينس توماس خلال جلسات استماع ترشيحات المحكمة العليا عام 1991، تم إحضارها شخصيا لتساهم بإعداد فورد وإرشادها لجلسة استماع محتملة.
في 18من أيلول، أرسل محامو فورد خطابا إلى رئيس السلطة القضائية بمجلس الشيوخ تشاك غراسلي يطلبون فيه من مكتب التحقيقات الفيدرالي التحقيق في الحادث قبل أن يعقد مجلس الشيوخ جلسة استماع بشأل مزاعم فورد «لضمان تقييم الوقائع والشواهد في هذا الشأن بمعيار حيادي» وأن تكون اللجنة على علم تام بهذا التحقيق قبل انعقاد أي جلسة استماع أو اتخاذ أية إجراءات.
وقيل أن فورد تلقت دعما شعبيا كبيراً لكن بالمقابل تلقت الكثير من المضايقات الحادة تضمنت تهديدات بالقتل لتجبرها بالتنازل عن قضيتها. وفي نفس هذا اليوم تم تشكيل حملة crowdfunding لتغطية تكاليف حماية فورد وهدفها جمع ما يفوق 100.000 دولار خلال 24 ساعة. في 21 من أيلول، غرَّد الرئيس ترامب على تويتر قائلاً أن مزاعم فورد كاذبة ولو كانت حقيقة لكانت هي أو ذويها سيبلغون الشرطة عن هذا الاعتداء في وقته. ووصفت مجلة Fortune التغريدة بأنها محاولة«لتقويض مزاعم فورد» أما عضوة المجلس الجمهوري سوزان كولينز التي يُعتبر تصويتها رئيسياً على ترشيح كافانو قالت إنها «ممتعضة» من تغريدة الرئيس ترامب ووصفتها بأنها «خاطئة وغير لائقة».
تصريح ترامب حول مزاعم فورد دعم ضحايا الاعتداء الجنسي وشجعهم على نشر تغريدات تحت الهاشتاغ «#لماذا لم أبلغ الشرطة» ليشاركوا أسباب صمتهم عن الاعتداءات. صرح ترامب بالعديد من التصريحات الأخرى بما في ذلك تغريدة تزعم أن كافانو «تعرض لهجوم من قِبل ساسيين يساريين متطرفين». في 27 من أيلول، عقدت اللجنة القضائية بمجلس الشيوخ يوما أضافيا من جلسات الاستماع العلنية لمناقشة مزاعم فورد. وتم إدراج كافانو وفورد الشاهدين الوحيدين في هذه الجلسة، وأقرت فورد ب«كافانو شدَّني وحاول نزع ملابسي وأنا أعتقد أنه كان سيغتصبني».
كان كافانو قد نفى سابقاً جميع مزاعم الاعتداء الجنسي ووصفها بأنها «كاذبة ومثيرة للغضب» وتم الإدلاء بشهادته بشكل منفصل في وقت لاحق من اليوم.
الأعضاء الجمهوريون في اللجنة لم يستجوبوا فورد بشكل مباشر وتم الاستجواب بواسطة «رايتشل ميتشل» مدعية مهنية من ولاية أريزونا ثم ترشيحها من غالبية أعضاء اللجنة الجمهورية لإستجواب فورد نيابة عنهم.
وبالإضافة لإستجواب ميتشل فإن أعضاء اللجنة الديمقراطية استجوبوا فورد بأنفسهم. بعد جلسة الاستماع قدمت فورد تقريراً صرَّحت فيه أنه«لا يوجد معيار واضح للإثبات أثناء استجواب مجلس الشيوخ لها» وأضافت«أنها لم تعتقد أن مدعياً عاماً سيعرض هذه القضية بالأدلة الكاملة أمام اللجنة» وأنها لم تعتقد أن هذه الأدلة ستكون كافية لتلبية معايير الإثبات المطلوبة. وقالت ميتشل أن هناك تناقضات عِدَّة في شهادة فورد واستخدم البعض هذه التناقضات لمحاججة فورد بأنها أخطأت بتذكرها تفاصيل الحادثة.
على أية حال، الأخصائيون النفسيون الذين درسوا عن الذاكرة شرحوا كيف أن الذكريات المؤلمة غالباً تكون مشوشة وغير كاملة. قدمت فورد لائحة بعدة أشخاص كانوا موجودين في الحفلة منهم «مارك جادج، باتريك.pj سميث وصديقة عمرها ليلاند كيسير» والثلاثة أنكروا أية ذكرى عن هذه الحفلة أو ما شابهها للجنة.
مجدداً الأخصائيون النفسيون الذين درسوا الذاكرة أشادوا بأنه من غير المتوقع من الأشخاص الحاضرين تذكر حفلة لم يختبروا فيها أية أحداث مميزة ليتذكروها بمعنى أدق قامت ذاكرتهم بتصنيف هذه الذكرى بأنها «لا تستحق التذكر لاحقاً لأنها غير مهمة».
قالت ميتشل أن قضية فورد «أقل من أن تعتبر ككقضية» وذلك لأن الشهود الأخرون الذين ذكرتهم فورد إما دحضوا مزاعمها أو فشلوا في تأكيدها. ورداً على مذكرة ميتشل، نشر العديد من المدعيين العامين والمحللين القانونيين السابقين تقريراً بأن ميتشل أخطأت في استجواب فورد بدون أن تفتح في تلك القضية تحقيقاً كاملاً محايداً.
وأشار أخرون إلى أن دور ميتشل كان «أشبه بمحامية دفاع» وبالتالي لم يكن عليها أن تقدم تقريراً عن الإدعاء هذا. وأخيراً وصف محللون قانونيون تحقيقات ميتشل بأن فورد«لم تمتلك ذاكرة عن التفاصيل الأساسية للحادثة» وأن آخرون لم يدعموا أقوالها وتم اعتبارها حجج واهية بالإضافة إلى ذلك تمادى خبراء آخرون كثيراً بوصفهم استنتاجات ميتشل بأنها«تفوح منها رائحة اليأس» وبأنها«مضللة ومخادعة في أسوأ الأحوال».

## روابط خارجية
- كريستين بليزي فورد على موقع IMDb (الإنجليزية)